# Mabel Dodge Luhan House
La Mabel Dodge Luhan House – ou Big House – est une maison américaine située à Taos, dans le comté de Taos, au Nouveau-Mexique. Inscrite au New Mexico State Register of Cultural Properties depuis le 9 décembre 1977 ainsi qu'au Registre national des lieux historiques depuis le 15 novembre 1978, elle est classée National Historic Landmark depuis le 4 décembre 1991.